# Léon Reuchsel
Léon Reuchsel   (Vesoul, 11 de febrer de 1840 - segon districte de Lió, 11 d'agost de 1915) professor, compositor i organista de música francesa. Va ocupar molt de temps l'orgue de l'església de Sant Bonaventura de Lió.
Amb Léon Reuchsel, entrem a una família d'origen de la Turíngia que va donar molts músics a la ciutat de Lió. Johann Reuchsel, el pare de Léon, que havia treballat a Saulieu (Costa d'Or), era professor de música i organista a l'escola Chartreux de Lió. El 1853, va fer cantar una missa solemne de la seva composició a l'església d'Ainay, una segona a Saint-Nizier, per la societat encapçalada per Chapolard, i finalment una tercera a la capella que antigament existia al lloc de l'actual annex de l'ajuntament del districte V, Place du Petit-college en el Vell Lió. El 1867, Johann Reuchsel va ser cridat per ser organista a l'església de Sant Jordi de nova construcció.
Leon va tenir dos fills músics, Amédée (1875-1931) i Maurice (1880-1968), ambdós organistes i compositors. Amédée és el pare d'Eugène (1900-1988), pianista, organista i compositor.

## L'organista de Sant Bonaventura
Precisament com a organista destaca el seu fill Leon. Estudiant del seu pare i Batiste, Léon Reuchsel és nomenat organista de Saint-Bonaventure el 1861. Va romandre fins al 1915, cosa que el va convertir en aquell moment l'organista més antic de la ciutat. En 1911, se celebren les seves noces d'or d'organista. Conegut per les seves habilitats improvisadores, Léon Reuchsel va desenvolupar considerablement el cant religiós a Lió component vuit misses, inclosa una amb orquestra, interpretada el 1872 Saint-Bonaventure, sota la seva direcció i amb motiu de la missa anual a càrrec de l'Associació d'Artistes Musicals. Entre les seves altres obres hi havia un gran nombre de motets, diverses peces per a orgue i una cantata a l'etern, amb paraules de Racine, per a solistes, cor, orquestra i orgue, també cantades a St. Bonaventura.
També és a través d'ell que els amants de la música de Lió poden escoltar, a Saint-Bonaventure, els més grans organistes francesos que van participar en la salutació benèfica. Per tant, Alexandre Guilmant, Camille Saint-Saëns, i després César Franck i Théodore Dubois, són els que fan el viatge a Lió. La Missa solemne de César Franck es canta el 15 de desembre de 1889 pel Cor de Sta. Cecilia, dirigit per Leon Reuchsel en presència de l'autor que tocava l'orgue i que va improvisar peces molt aclamades. Pel que fa a les Set Paraules de Crist, de Théodore Dubois, es canten el 24 de desembre de 1893, amb l'autor a l'orgue.
El 1880, també se sent, un fet molt rar, una de les seves salutacions, els cantants de la Capella Sixtina de Roma: la soprano Moreschi (considerat l'últim castrat) i el violista Mattoni. El seu èxit és immens, però hi ha una vehement polèmica sobre la naturalesa de les seves veus. Maurice Reuchsel especifica que aquest cant l'havien de fer els cors de Lyre Sacrée i Harmonie Lyonnaise, dues companyies llavors dirigides pel seu pare.
Una altra preocupació perquè aquest organista esdevingui famós, la de la difusió de la música sacra. Per això el 8 de juliol de 1878, inaugura l'orgue Cavaillé-Coll de l'església de Saint-Denis de Nuits-Saint-Georges (Costa d'Or), amb l'ajuda del seu nebot Félix Reuchsel, organista i violinista de les Nuits.

## El fundador de Societats de la Música
Al mateix temps, Léon Reuchsel també està interessat en el desenvolupament de societats musicals de Lió destinades a la difusió de la música sacra. Entre aquestes societats hi ha la "Sacra Lira", fundada el 1875 per Léon Reuchsel i Joseph Bonnel, professor a Lycee Lyons i secretari general de l'Acadèmia de les Ciències, Belles-Lettres i Arts de Lió († 1902). El primer cor de l'església, la Lira Sagrada és el punt de partida per a la fundació d'altres cors que encara funcionen a mitjans del segle XX i que tenen com a objectiu perpetuar les obres mestres de Bach, Palestrina, Händel, Marcello, Haydn o Mozart. L'any 1877, aquesta societat va cantar en la inauguració de l'Església de la Redempció.
Una altra societat de la qual Léon Reuchsel és l'ànima: la "Schola Sainte-Cécile", que és reorganitzada per Léon Reuchsel i Joseph Bonnel el 1880. Va debutar amb Marie-Magdeleine de Massenet, després de la qual va venir l'oratori La fille de Jaïre, de Grandval, la Simfonia coral Columbus, de Félicien David, i La mer, de Joncières. És l'any 1883 que fa la primera audició a Lió de la La Damnation de Faust, de Berlioz. Aquest intent és reeixit i els diaris no s'han cansat d'aplaudir l'atreviment dels senyors Léon Reuchsel i Joseph Bonnel que "poden estar orgullosos del seu treball", com a expressió de la Republica de Lió. Després, Sainte-Cécile fa sentir La cançó secular, de Charles-Marie Widor, el poema simfònic Ariane, de Maupeou, l'oratori Éve, de Massenet. El 1884, El turó de les Olives, de Beethoven i Romeu i Julieta, de Berlioz, estan al programa. D'any en any, el repertori de Sainte-Cécile sembla créixer; "Els cors i l'orquestra cada vegada més formats podrien afrontar les dificultats d'obres llargues i perilloses; és amb més de 200 artistes que va escoltar, a l'església Sant Bonaventura, en benefici dels forns d'injecció, la missa brillant A la mémoire de Jeanne d'Arc , de Gounod. És un dels millors resultats financers que Lió ha vist mai. L'èxit és extraordinari. Afegim que Sainte-Cécile, a més d'interpretacions del El Messies de Händel, dels Oratorios de Saint-Saens, interpreta algunes obres de Leon Reuchsel, entre les quals es troben Cecile i Valerian, un drama líric, Athalie. El 10 de març de 1889 es fa la famosa Missa Papae Marcelli, de Palestrina en 6 parts per 150 veus a Saint-Bonnaventure. Els diaris de Lyons fan, en aquesta ocasió, un fort elogi de Sainte-Cécile. També hi ha un llarg article a "The Times" de Londres per anunciar aquesta primera audició a França.
Així, és admissible dir que podem atribuir a Léon Reuchsel i a Joseph Bonnel una part de l'educació musical de Lió d'aquell temps.